# Gibbney Buttress
Gibbney Buttress ist ein 1800 m hoher, steilwandiger Grat des Vulkans Big Ben auf der Insel Heard im südlichen Indischen Ozean. Er ragt auf der Nordseite des Big Ben auf und erstreckt sich vom Davis Dome in hauptsächlich nordwestlicher Richtung zur Atlas Cove.
Benannt ist er nach L. F. Gibbney, Biologe zweier Kampagnen der Australian National Antarctic Research Expeditions in den Jahren 1950 und 1952 zur Insel Heard.